# Chotíkov (Kynšperk nad Ohří)
Chotíkov (německy Kotigau) je malá vesnice, část města Kynšperk nad Ohří v okrese Sokolov v Karlovarském kraji. Nachází se asi dva kilometry západně od Kynšperku nad Ohří. Je zde evidováno 17 adres. V roce 2011 zde trvale žilo 46 obyvatel.
Chotíkov leží v katastrálním území Chotíkov u Kynšperka nad Ohří o rozloze 2,64 km².

## Historie
První písemná zmínka o vesnici pochází z roku 1370.

## Obyvatelstvo
Při sčítání lidu v roce 1921 zde žilo 120 obyvatel, až na dva cizince všichni německé národnosti. K římskokatolické církvi se hlásilo 118 obyvatel, dva byli bez vyznání.
| Rok            | 1869 | 1880 | 1890 | 1900 | 1910 | 1921 | 1930 | 1950 | 1961 | 1970 | 1980 | 1991 | 2001 | 2011 | 2021 |
| -------------- | ---- | ---- | ---- | ---- | ---- | ---- | ---- | ---- | ---- | ---- | ---- | ---- | ---- | ---- | ---- |
| Počet obyvatel | 99   | 117  | 108  | 99   | 97   | 120  | 132  | 61   | 60   | 55   | 43   | 31   | 35   | 46   | 54   |
| Počet domů     | 14   | 17   | 17   | 17   | 19   | 19   | 20   | 20   | -    | 13   | 13   | 12   | 12   | 15   | 17   |

## Obecní správa
Při sčítání lidu v letech 1850–1920 Chotíkov byl osadou obce Dolní Pochlovice v okrese Falknov. V letech 1921–1959 byl samostatnou obcí v okrese Sokolov (v letech 1921–1930 Falknov nad Ohří). Od roku 1960 je částí města Kynšperk nad Ohří v okrese Sokolov.

## Pamětihodnosti
- kaplička na návsi
- hrázděné domy

## Minerální pramen
V Chotíkově pod náspem železniční trati je v silně podmáčeném olšovém lesíku volně přístupný minerální pramen kyselky Anita. U pramene byla dříve plnírna minerálních vod.